# Monstera

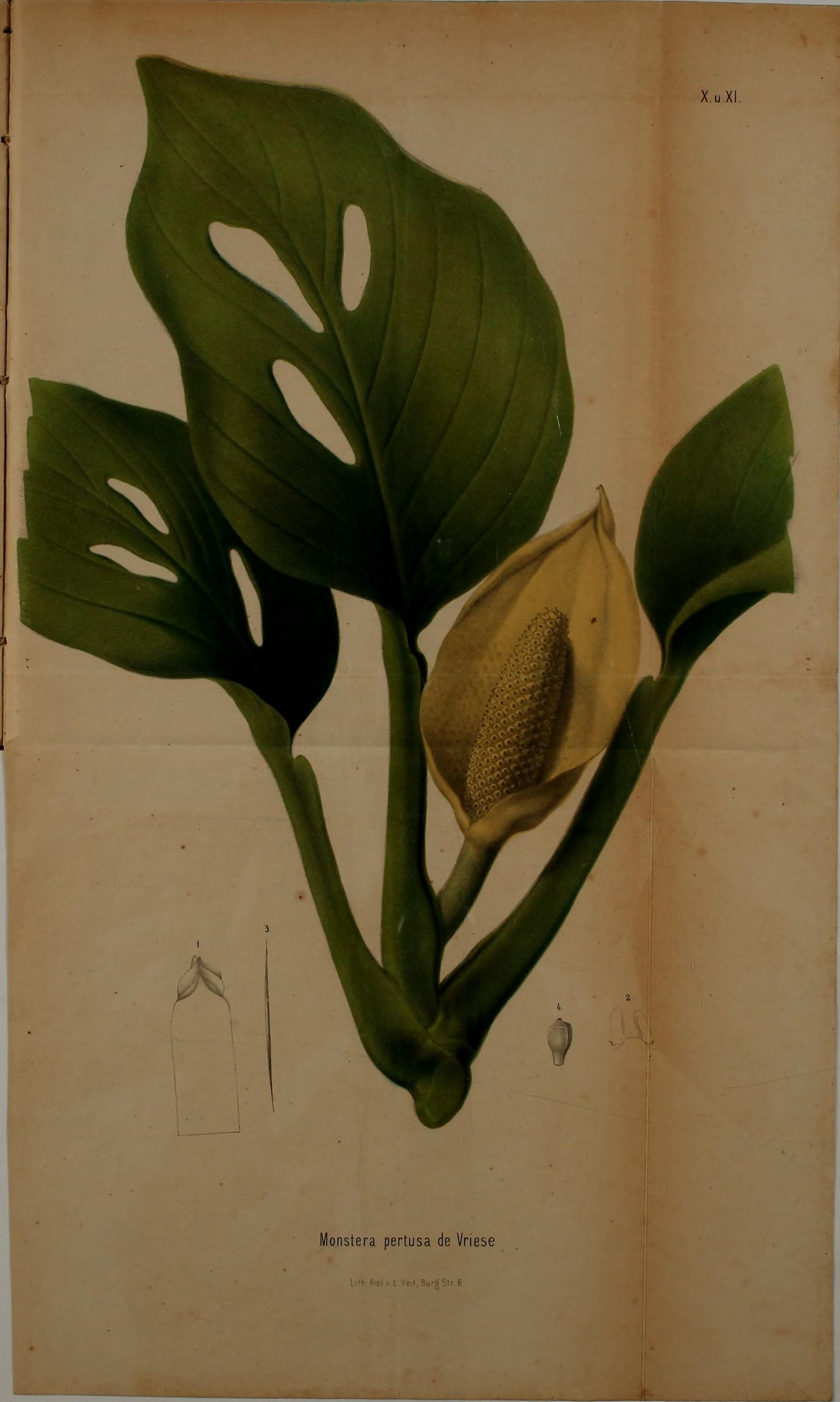
Kresba monstery z roku 1857

Monstera (Monstera) je rod rostlin z čeledi árónovité. Jsou to vesměs mohutné liány, vyskytující se výhradně v tropické Americe. Většina druhů má rozměrné, charakteristicky děrované listy. Květy jsou uspořádané do palice s toulcem a jsou opylovány hmyzem. Plodem jsou bobule spojené do palicovitého plodenství. Rod obsahuje asi 40 druhů a je rozšířen ve vlhkých tropech od Mexika po Brazílii. Nejvíce druhů roste v horských pralesích Střední Ameriky.
Monstery rostou zpravidla jako poloepifyty na kmenech stromů. Mladé semenáčky mají zajímavá přizpůsobení, umožňující jim nalézt vhodnou oporu pro další růst.
Monstera skvostná je často pěstována jako robustní pokojová rostlina. Řidčeji se pěstují i jiné druhy. Ze vzdušných kořenů různých druhů se v tropické Americe zhotovují různé řemeslné výrobky a zralá plodenství jsou jedlá. Zelené části rostlin obsahují šťavelan vápenatý a mohou způsobit podráždění kůže či zažívacího traktu.

## Charakteristika
Monstery jsou vesměs nápadné liány, známé především svými rozměrnými, děrovanými listy. Takové listy však nemají všechny druhy, např. Monstera tenuis a další druhy mají listy hluboce laločnaté (zdánlivě zpeřené), zatímco některé jiné a vesměs drobnější druhy (např. Monstera tuberculata) mají naopak listy celistvé, nečleněné a neděrované. Nejznámější zástupce rodu, monstera skvostná, má listy zároveň hluboce laločnaté a děrované. Listy juvenilních rostlin se u většiny druhů monster od dospělých silně odlišují.

## Popis
Monstery jsou bylinné liány dorůstající výšky od 2 do 30 metrů. Mají hladký nebo bradavčitý, často poměrně tlustý (až do 8 cm) a většinou nevětvený stonek, z jehož uzlin vyrůstají příčepivé a vzdušné kořeny. Stonek je polodřevnatý, na průřezu nesymetrický, na straně přilehlé ke kmeni vyrůstají kořeny, zatímco na odvrácené straně rostou ve 2 řadách listy. Listy jsou zpravidla rozměrné, střídavé, s dlouhými řapíky a vejčitou až eliptickou, celistvou nebo zpeřeně laločnatou čepelí. Na ploše či při okraji čepele jsou u mnohých druhů charakteristické oválné otvory. Řapík bývá dlouze křídlatý, křídla někdy později osychají a opadávají.
Květenstvím je palice obalená toulcem. Květenství je vrcholové a rostlina pokračuje v dalším růstu z úžlabí zpravidla 2. nejhořejšího listu, čímž se později květenství stává zdánlivě postranním. Palice je válcovitá a často tlustá, za květu bílá nebo žlutá a později zelenající. Toulec může být bílý, žlutý nebo růžový, otevřený buď široce, nebo jen štěrbinou. Květy jsou oboupohlavné, při bázi květenství někdy sterilní. V květu jsou 4 tyčinky a semeník obsahující 2 pouzdra se 2 vajíčky. Plodem je bobule. Plody jsou uspořádané do zeleného, bílého, žlutého nebo oranžového plodenství, za zralosti obvykle pukají a obnažují bílou nebo šedou dužninu obklopující semena. Semena jsou vejcovitá až válcovitá, asi 0,5 až 2 cm dlouhá.

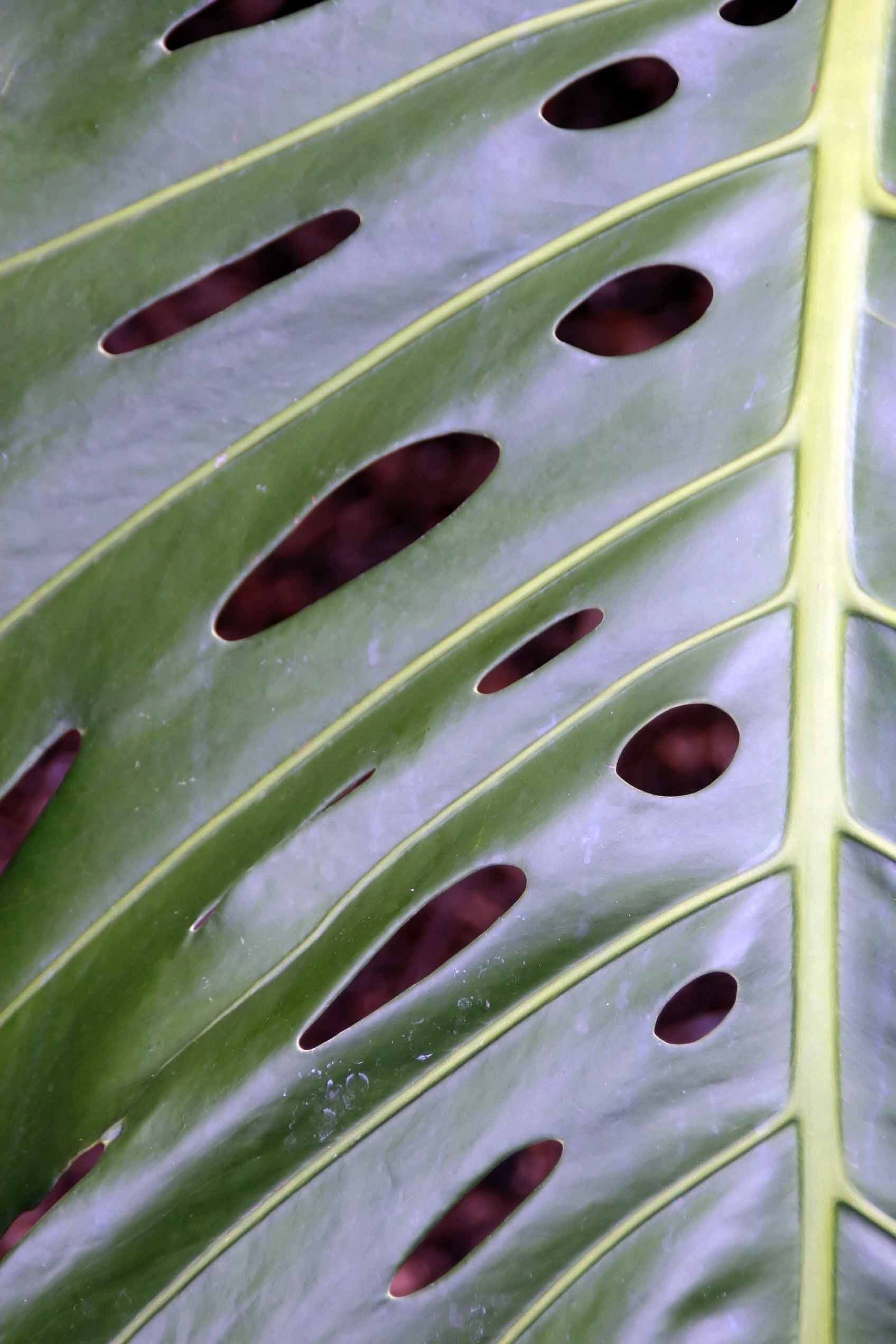
Detail listu monstery skvostné
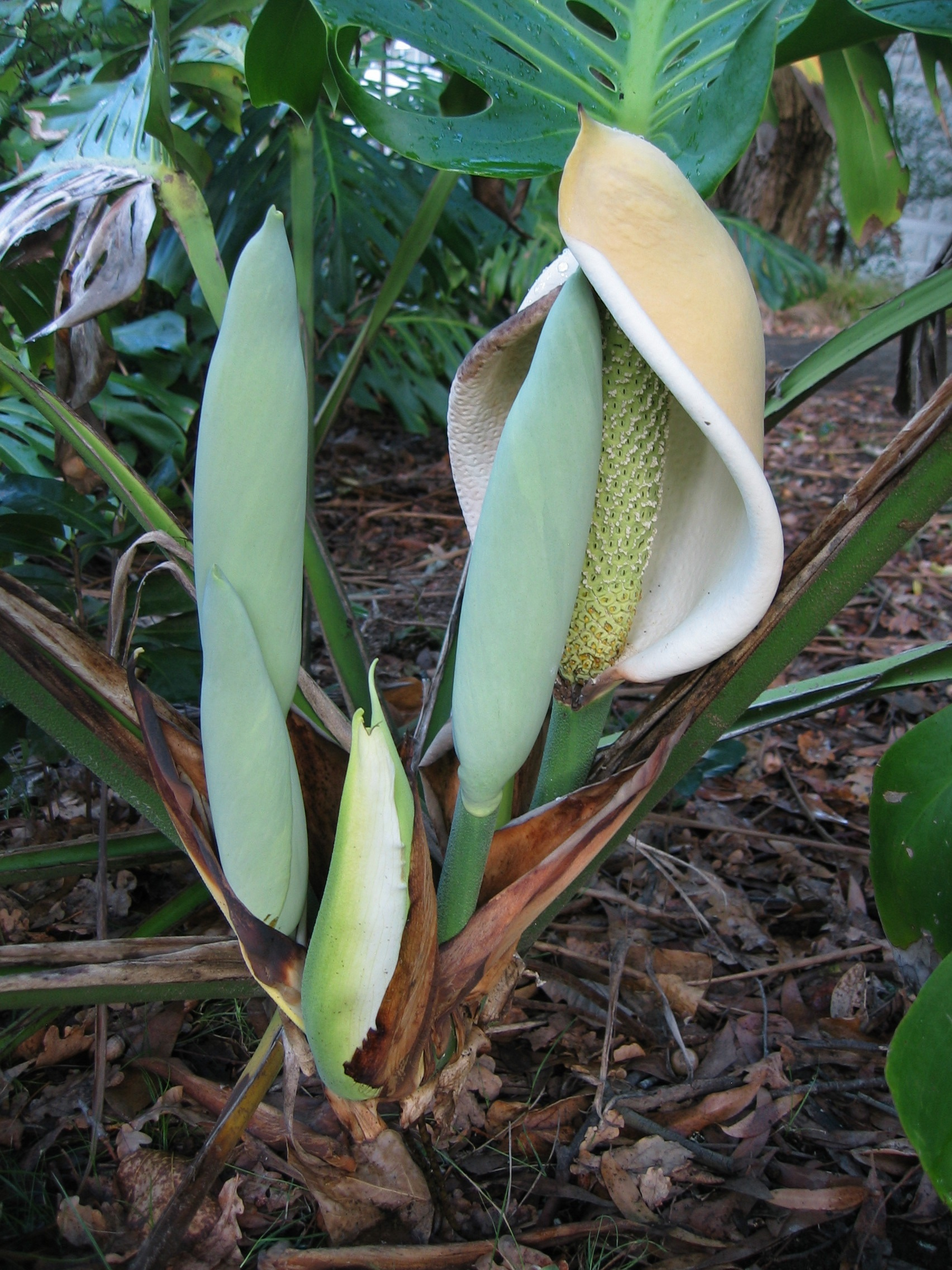
Květenství monstery skvostné
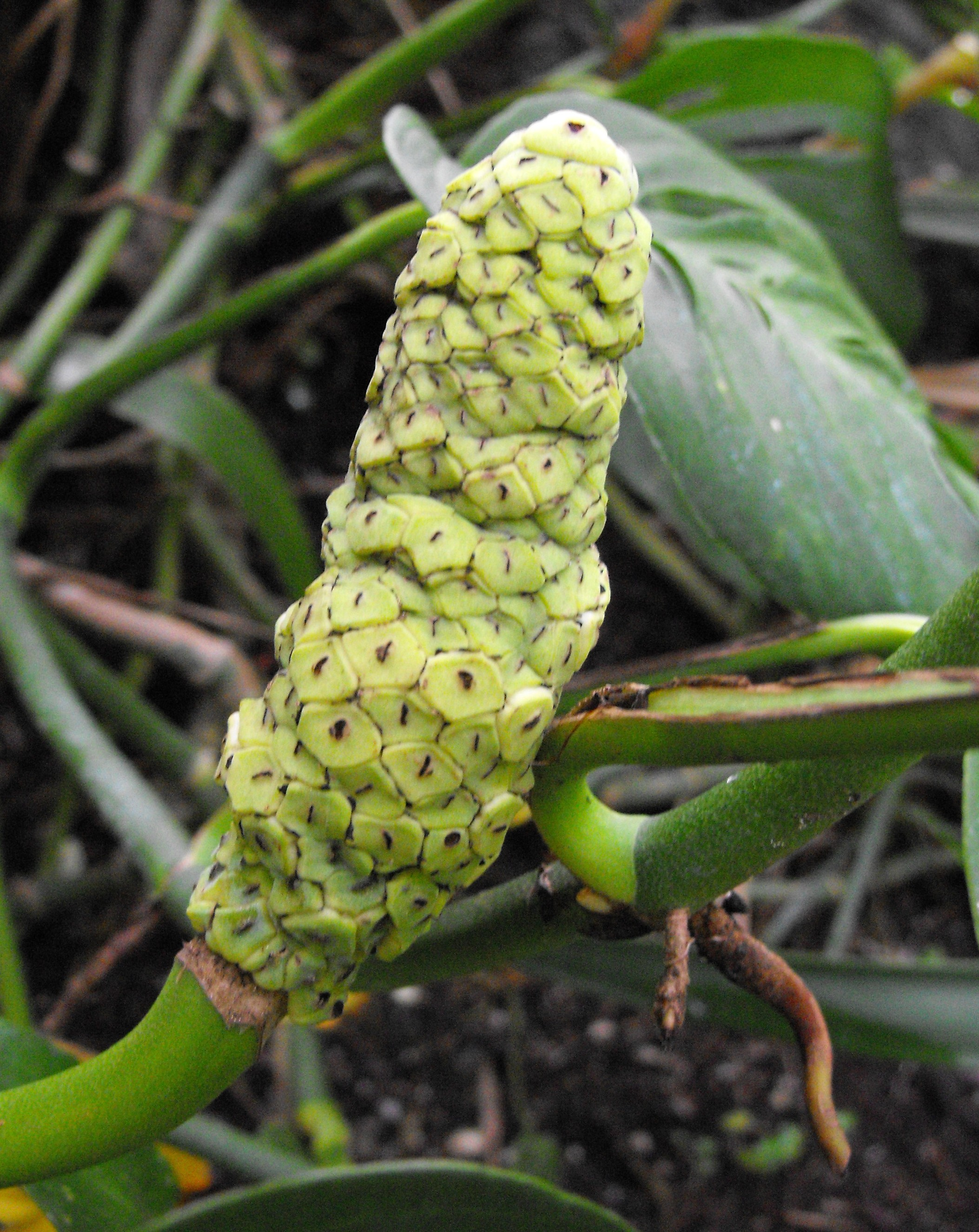
Plodenství M. obliqua

## Rozšíření
Rod monstera zahrnuje okolo 40 druhů.
Je rozšířen výhradně v tropické Americe od jižního Mexika po jižní Brazílii. Centrum největší druhové diverzity je ve Střední Americe v oblasti Panamy a Kostariky, další menší centra jsou v jižním Mexiku a severní části jihoamerických And. Druh Monstera adansonii se jako jediný druh rodu vyskytuje i na Karibských ostrovech a při pobřeží Brazílie.
Největší počet druhů se vyskytuje v montánních tropických deštných lesích na svazích nižších hor. Zvláště hojné jsou na otevřenějších stanovištích při pralesních okrajích. V Amazonské nížině je obecně rozšířen jediný druh, Monstera obliqua, drobná liána osidlující břehy vodních toků, zatímco robustní druhy charakteristické pro vlhké pralesy Střední Ameriky zde chybějí.

## Ekologické interakce
Monstery rostou v přírodě vesměs jako poloepifytické liány, zvolna stoupající vzhůru po kmenech stromů, k nimž se přichytávají specializovanými příčepivými kořeny. Většina druhů roste ve stinných nižších patrech pralesa, pouze některé dosahují korunního patra.
V pozdějším věku často spodní část stonku zaniká a rostlina získává živiny pouze prostřednictvím adventivních kořenů, vyrůstajících z uzlin. Tyto vzdušné kořeny jsou nevětvené a rozvětvují se až pod zemí. Mohou dosáhnout délky i 20 až 30 metrů.
Monstera skvostná roste v přírodě jako jeden z mála druhů nejen na kmenech stromů, ale často i na zemi nebo na skalách.

### Opylování
Květy monster jsou opylovány hmyzem. Na květech monstery skvostné byly pozorovány zejména včely rodu Trigona, sbírající jednak pyl z plodných květů, jednak sirupovitý nektar vytvářený sterilními květy ve spodní části květenství, z něhož získávají gumovitou substanci ke stavbě svých hnízd. Naproti tomu u květů druhu Monstera obliqua byli jako hlavní opylovači zjištěni drobní brouci z čeledi lesknáčkovití, konkrétně druh Colopeterus amputatus.
Květní orgány aktivně vytvářejí teplo (termogeneze) a teplota uvnitř toulce může být až o 6 °C vyšší než teplota okolního vzduchu. Vyšší teplota pomáhá rychlejšímu osychání prašníků a snazšímu vypadávání pylu a rozehřívá broučí opylovače k vyšší aktivitě.

### Šíření semen
Mladá semena ve vyvíjejícím se plodenství jsou chráněna jehlicovitými, tvrdými a ostře zakončenými buňkami (tzv. trichosklereidy), které jsou uloženy v čnělkové části semeníku a představují účinnou mechanickou bariéru vůči býložravému hmyzu. Za zralosti plod puká, bliznová část opadává a semena pak z plodenství vyzobávají ptáci konzumující dužninu okolo semen. Ptáci také šíří semena.

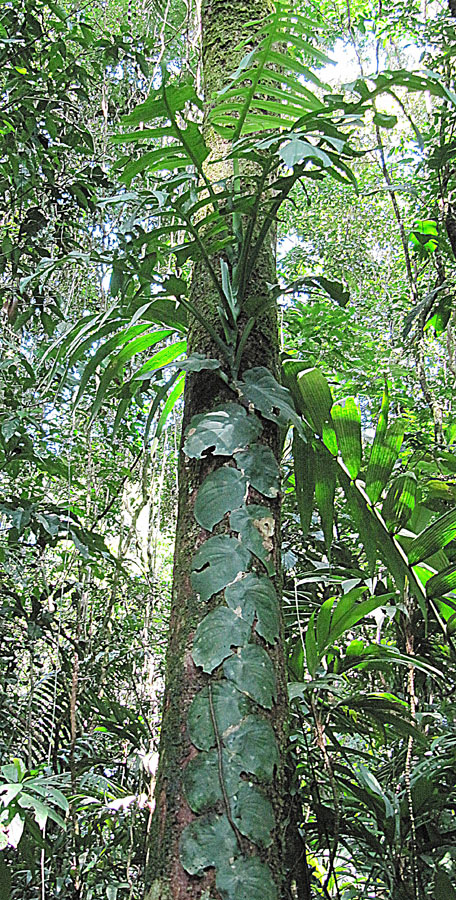
M. tenuis, juvenilní rostlina náhle přecházející v dospělou formu

### Klíčení a životní fáze
Monstery mají v životním cyklu 3 odlišné fáze, vyznačující se zcela odlišným vzhledem rostlin: fáze semenáčku, při níž mladá rostlina spotřebovává živiny ze semene, fáze juvenilní a konečně fáze dospělá. U některých druhů jsou tyto fáze růstu ostře ohraničené, u jiných přecházejí plynule jedna v druhou.

#### Fáze semenáčku
Semena monstery klíčí na povrchu půdy a semenáčky poté hledají kmen stromu, po němž by rostlina mohla šplhat vzhůru. Některé druhy mají v tomto směru zajímavé přizpůsobení. U druhů ze sekcí Marcgraviopsis a Echinospadix vyrůstá ze semene dlouhý, jen asi 1 mm tlustý oddenkovitý šlahoun, který se plazí po povrchu půdy a je schopen dosáhnout až do vzdálenosti okolo 1 až 2 metrů od semene. Při studiu semenáčů druhu z okruhu Monstera tenuis bylo zjištěno, že šlahoun roste ve směru nejhlubšího stínu, který v tropickém pralese často představuje pata kmene stromu. Šlahouny mají dlouhá internodia (4 až 10 cm) a na uzlinách šupinovité listy. Pokud spočívají na povrchu půdy, jsou zelené a samostatně fotosyntetizují, pokud pronikají listových opadem na povrchu půdy, bývají bílé. Při uchycení se na kmeni stromu rostlina přechází do juvenilní fáze růstu a objevují se listy, v opačném případě semenáč zpravidla hyne. U druhů ze sekce Monstera jsou semenáče odlišné a nemají podobu drátovitého šlahounu. Po vyklíčení rostlinky se jako první objevují 2 šupinovité listy a pak již následují ploché a zelené listy juvenilní fáze.

#### Juvenilní fáze
U druhů ze sekce Monstera se listy rostliny rostoucí na půdním povrchu nebo již na kmeni stromu postupně zvětšují a juvenilní fáze není ostře ohraničená. Příkladem může být Monstera adansonii, jejíž juvenilní rostliny se plazí po půdním povrchu a mají často již i děrované listy. Naproti tomu u druhů z ostatních sekcí, vyznačujících se šlahounovitými semenáči, mají juvenilní rostliny zcela odlišný vzhled než rostliny dospělé. Nápadný vzhled mají např. juvenilní rostliny druhu Monstera dubia, vyznačující se dvouřadě rozloženými a zcela k povrchu kmene přitisklými listy.
Pokud juvenilní rostlina tohoto druhu nenalezne vhodnou oporu, která by jí umožnila přechod do dospělé fáze, může v juvenilním stádiu i kvést.

#### Fáze dospělosti
V dospělé fázi se objevují plně vyvinuté listy a rostliny jsou schopny kvetení.
U některých druhů (např. M. dubia) jsou první dospělé listy neděrované a listy s charakteristickými otvory se objevují až během dalšího růstu.

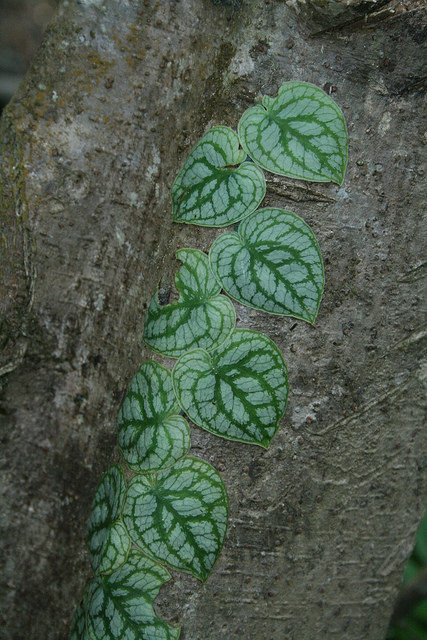
Juvenilní forma Monstera dubia
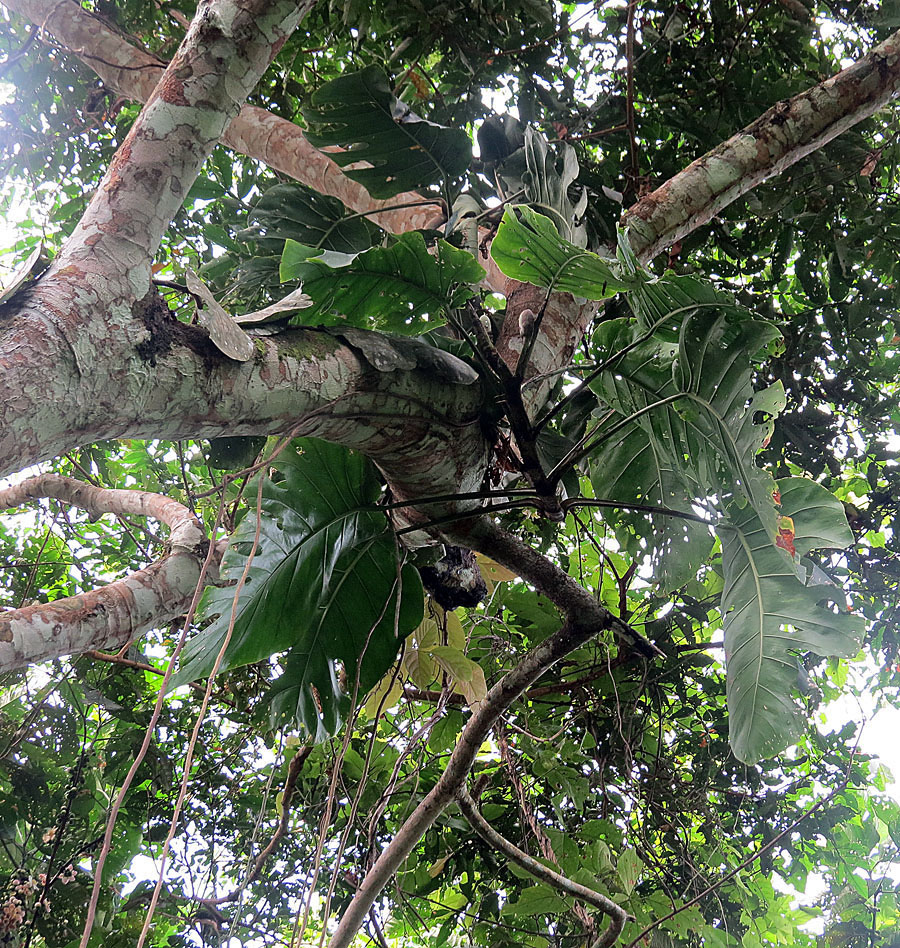
Dospělá forma M. dubia

## Jedovatost
Monstery obsahují podobně jako jiné árónovité rostliny v listech, stoncích, vzdušných kořenech i nezralých plodech krystaly šťavelanu vápenatého, které mohou způsobit při rozžvýkání bolestivé podráždění sliznic a trávicího traktu. Může se objevit také otok, horkost, chrapot a ztížené polykání. Nebezpečnost pro domácí zvířata je poměrně nízká, po konzumaci se může objevit slinění a zvracení. Prognóza bývá dobrá a lékařské ošetření je zřídka zapotřebí. Šťavelany obsažené v rostlině jsou nerozpustné a nezpůsobují tedy otravu kyselinou šťavelovou, která je známa u některých jiných rostlin s obsahem šťavelanů.

## Zajímavosti
Druh Monstera tenuis (v překladu monstera tenká či štíhlá) byl popsán Karlem Kochem na základě juvenilní rostliny pěstované v botanické zahradě v Berlíně. Tím se vysvětluje neobvyklá volba jména pro tento jeden z nejrobustnějších druhů, jehož stonek má v dospělosti tloušťku až 8 cm a listy i s řapíkem dosahují délky až 180 cm. Druh byl rovněž popsán Englerem pod názvem Monstera gigantea, což je přiléhavější jméno, podle pravidel botanické nomenklatury je však platným názvem Monstera tenuis.
Rovněž další vzrůstný druh, Monstera dubia (v překladu monstera pochybná), přišel k názvu zvláštní shodou okolností a byl také popsán podle juvenilní, sterilní rostliny. Podobně jako několik dalších druhů monster byl v té době zařazen do rodu Marcgravia z čeledi Marcgraviaceae. Protože již v době jeho popisu v roce 1825 byly pochybnosti o správnosti jeho zařazení, byl pojmenován Marcgravia dubia.

## Taxonomie
První literární zmínka o rodu Monstera pochází od francouzského botanika Charlese Plumiera z roku 1693 a k popisu se dochovala též ilustrace. Podle těchto podkladů později druh popsal Carl Linné pod názvem Dracontium pertusum. Název Monstera byl poprvé použit Michelem Adansonem v roce 1763, popis rostliny však byl zmatený a neodpovídá žádnému existujícími druhu. Když se v první polovině 19. století v Evropě rozšířilo pěstování monstery ve sklenících botanických zahrad, byla stále pěstována pod názvem Dracontium pertusum. Později bylo jméno Monstera zařazeno mezi tzv. nomina conservanda, tedy jména chráněná proti změnám nehledě na pravidla botanické nomenklatury. Juvenilní a dospělé formy několika různých druhů byly v minulosti popsány jako 2 různé druhy.
Taxonomické studie rodu Monstera jsou komplikovány nedostatkem kvalitního herbářového materiálu. Ačkoliv jsou tyto rostliny v přírodě poměrně běžné, jsou velmi málo zastoupeny v herbářových sbírkách, neboť jsou příliš rozměrné, silně dužnaté a špatně se suší. Generativní orgány bývají navíc zpravidla mimo běžný dosah.
První ucelená monografie vyšla v roce 1908 (Engler, Krause), byla však založena výhradně na studiu herbářových položek. Další monografii vydal Michael Madison v roce 1977 a rozeznává v ní celkem 22 druhů.
V současné taxonomii árónovitých je rod Monstera řazen do podčeledi Monsteroideae a tribu Monstereae. Do stejného tribu jsou řazeny i blízce příbuzné, převážně asijské rody Scindapsus, Epipremnum, Rhapidophora a několik dalších, méně známých rodů.

## Zástupci
- monstera skvostná (Monstera deliciosa)

## Význam

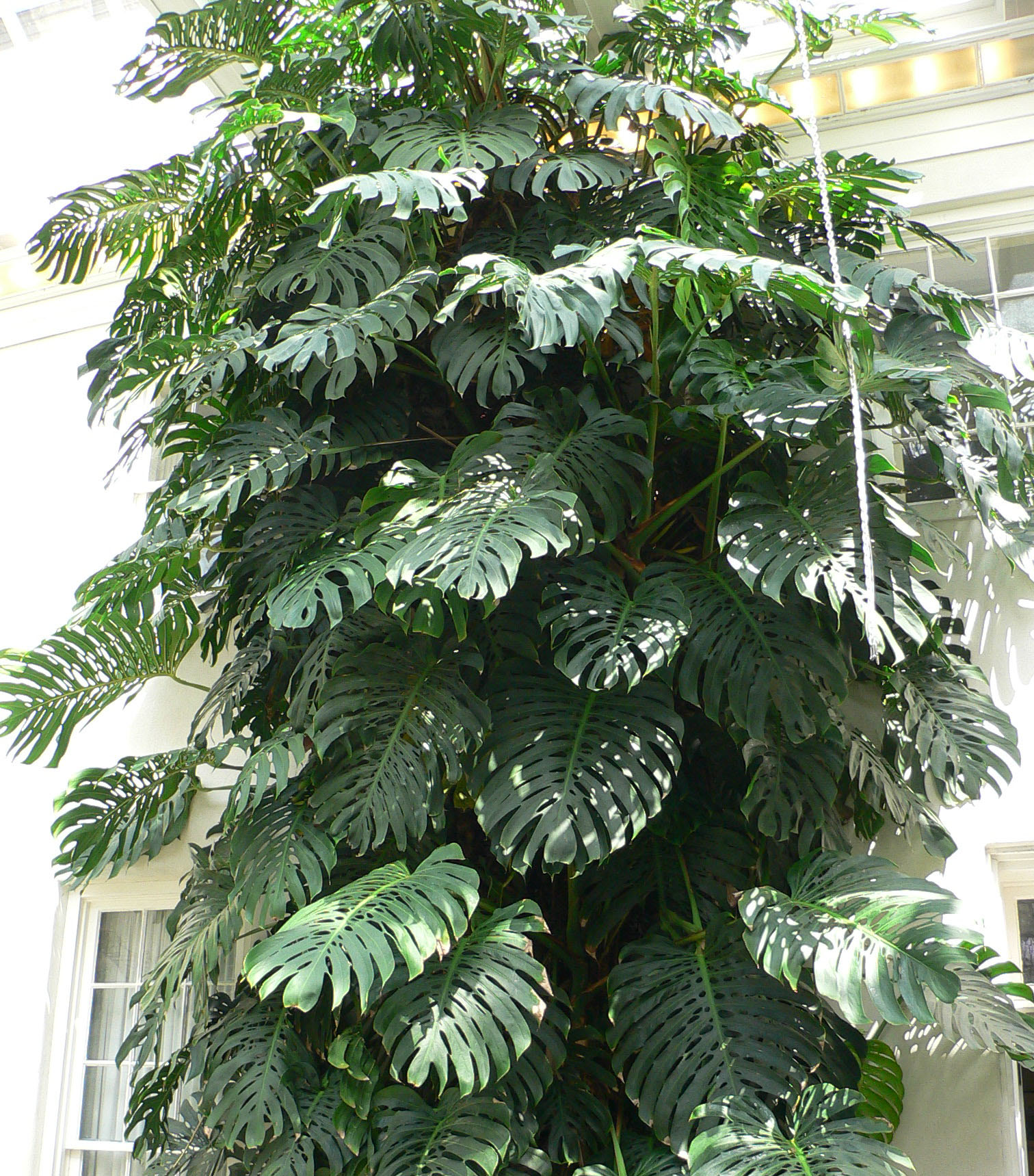
Monstera skvostná jako okrasná rostlina

Monstera skvostná je všeobecně známá a hojně pěstovaná pokojová rostlina s listy dosahujícími délky až 90 cm. Je oblíbená pro dekorativní olistění a poměrně pomalý růst. V tropech je pěstována také jako zahradní rostlina. Řidčeji se pěstují některé další druhy, např. Monstera adansonii a M. tuberculata. Dalším působivým, avšak dosud málo pěstovaným druhem je Monstera tenuis.
Zralé palice monster jsou jedlé a poměrně chutné a příjemně voní. Pevné vzdušné kořeny jsou zejména ve Střední Americe používány k výrobě tradičních pletených řemeslných výrobků, jako je nábytek, koše, klobouky a podobně.

## Pěstování
Pro pěstování monstery skvostné je vhodné do blízkosti rostliny umístit oporu např. v podobě dřevěného sloupku. Sází se do humózní, dobře propustné půdy. V chladnějším období je vhodné poněkud omezit zálivku. Hnojí se v letním období přiměřenými dávkami tekutého hnojiva. Rostlina dobře snáší i suchý vzduch.
Monstery se množí stonkovými řízky se 3 až 4 uzlinami a několika vzdušnými kořeny.